# Sint-Martinuskerk (Kloosterzande)
De Sint-Martinuskerk is de parochiekerk van Kloosterzande, gelegen aan Groenendijk 40.

## Geschiedenis
De katholieke kerk werd in 1648 genaast en werd voortaan als Hervormde kerk benut.
In 1692 kon in een afgelegen buurtschap, Groenendijk, een schuurkerk worden ingericht, welke in 1751 echter afbrandde. Daarna kwam er een stenen kerkgebouw, dat echter geen toren mocht hebben. In 1805 kon het gebouwtje worden uitgebreid en kreeg het een toren. Om de kerk breidde de buurtschap zich tot een nieuwe kern uit.
Een nieuwe kerk werd in 1871 gebouwd, waartoe ook het stenen gebouwtje werd gesloopt.

## Huidige kerk
De nieuwe kerk werd ontworpen door P. Soffers en is een neogotische bakstenen kruisbasiliek. De voorgebouwde toren wordt geflankeerd door twee vierkante traptorens en heeft drie vierkante geledingen met daarbovenop een achtkante lantaarn die door een achtkante spits wordt gedekt. Ook is er een vieringtorentje.
Naast de kerk staat een grote voormalige pastorie waarnaast vroeger de jongensschool stond. De meisjesschool stond achter de kerk, naast de Rooms-katholieke begraafplaats.
De Kruiswegstaties zijn van omstreeks 1920 en afkomstig uit de in 1993 gesloopte Nijmeegse Christus Koningkerk. Voor de kerk staat een Heilig Hartbeeld. Naast de kerk bevindt zich een pastorie van 1877, evenals het kerkgebouw geklasseerd als rijksmonument. De kerktoren werd in 2011-2012 grondig gerestaureerd.